# Bodil Udsen
Bodil Birgitte Udsen (* 12. Januar 1925 in Kopenhagen; † 26. Februar 2008 ebenda) war eine dänische Schauspielerin.

## Werdegang
Nachdem sie 1944 das Rysensteen Gymnasium in Kopenhagen abgeschlossen hatte, wurde Udsen im gleichen Jahr an der Schauspielschule des Königlichen Theaters aufgenommen, jedoch nach einem Jahr entlassen. Daraufhin arbeitete sie zunächst als Briefzensorin für die Britische Rheinarmee in Deutschland und nach dem Krieg als Büroangestellte. Seit 1949 wirkte sie in Revuen mit, unter anderem im Dyrehavsbakken und im ABC-Teatret. Seit Mitte der 1950er Jahre gehörte sie zu den Hauptmitwirkenden der Cirkusrevyen. Ihren Durchbruch im ernsthaften Theaterfach feierte sie 1962 als Winnie in Becketts Glückliche Tage am Fiolteatret, womit sie es auf 380 Vorstellungen brachte.
Neben ihrer Theaterkarriere wirkte Udsen seit den 1950er Jahren in zahlreichen Filmen mit, meist in Komödien. 1962 wurde sie mit dem Teaterpokalen ausgezeichnet. Bekannt wurde sie vor allem als Kneipenwirtin Emma in der Fernsehserie Oh, diese Mieter. 1985 wurde sie für ihre Rolle in Haus der Dunkelheit als Beste Hauptdarstellerin mit dem Robert ausgezeichnet. Sie war Kommandeur des Dannebrogordens.

## Filmografie
- 1955: Die Verblendeten (Blændværk)
- 1957: Mig og min familie
- 1958: Styrmand Karlsen
- 1960: Kvindelist og kærlighed
- 1960: Einesteils der Liebe wegen – 2. Teil (Poeten og Lillemor og Lotte)
- 1960: Eventyrrejsen
- 1960: Einesteils der Liebe wegen – 3. Teil (Poeten og Lillemor i forårshumør)
- 1961: Støv på hjernen
- 1961: Eventyr på Mallorca
- 1961: Flemming på kostskole
- 1962: Det støver stadig
- 1962: Der brænder en ild
- 1963: Vi har det jo dejligt
- 1963: April
- 1963: Støv for alle pengene
- 1964: Selvmordsskolen
- 1964: Don Olsen kommer til byen
- 1965: Mor bag rattet
- 1966: Tre små piger
- 1967: Onkel Joakims hemmelighed
- 1967: Far laver sovsen
- 1968: Jeg elsker blåt
- 1968: Sonja (Fernsehmehrteiler)
- 1969: Sjov i gaden
- 1969: Damernes ven
- 1970–1977: Oh, diese Mieter (Huset på Christianshavn; Fernsehserie)
- 1971: Ballade på Christianshavn
- 1971: Revolutionen i vandkanten
- 1972: Lenin, din gavtyv
- 1972: Livsens ondskab (Fernsehmehrteiler)
- 1972: Mor, jeg har patienter
- 1972: Manden på Svanegården
- 1975: Aladdin eller den forunderlige lampe (Fernsehmehrteiler)
- 1976: Den korte sommer
- 1978: Slægten
- 1979: Historien om en moder
- 1981: Die Leute von Korsbaek (Matador, Fernsehserie; 2 Episoden)
- 1982: Jenny (Fernsehmehrteiler)
- 1984: Haus der Dunkelheit (Min farmors hus)
- 1984: Samson & Sally (Samson og Sally; Stimme)
- 1987: Sådan er det bare (Fernsehserie; 2 Episoden)
- 1987: Peter von Scholten
- 1988: Skattekortet (Fernsehmehrteiler)
- 1988: Baby Doll
- 1992: Gøngehøvdingen (Fernsehserie; Episodenrolle)
- 1993: Det bli'r i familien
- 1996: Bryggeren (Fernsehserie; 2 Episoden)
- 1997: Barbara
- 2001: Null Bock auf Landluft (Send mere slik)
- 2001: Monas Welt (Monas Verden)
- 2001: Trækfugle (Kurzfilm)
- 2002: Dina – Meine Geschichte (Jeg er Dina)
- 2003: Nissernes ø (Fernsehserie; Stimme)
- 2008: Wen du fürchtest (Den du frygter)